# 马尔贡
马尔贡（法語：Margon，法語發音：[maʁɡɔ̃]）是法国厄尔-卢瓦省的一个旧市镇，属于诺让勒罗特鲁区。2019年，马尔贡与临近的2个市镇合并为新市镇阿尔西斯，马尔贡为新市镇行政中心。

## 地理
马尔贡（48°20'8"N, 0°49'59"E）面积12.13 平方千米，位于法国中央-卢瓦尔河谷大区厄尔-卢瓦省，该省份为法国北部内陆省份，北起顺时针与厄尔省、伊夫林省、埃松省、卢瓦雷省、卢瓦-谢尔省、萨尔特省和奧恩省接壤。
与马尔贡接壤的市镇（或旧市镇、城区）包括：孔多、于讷河畔萨布隆。

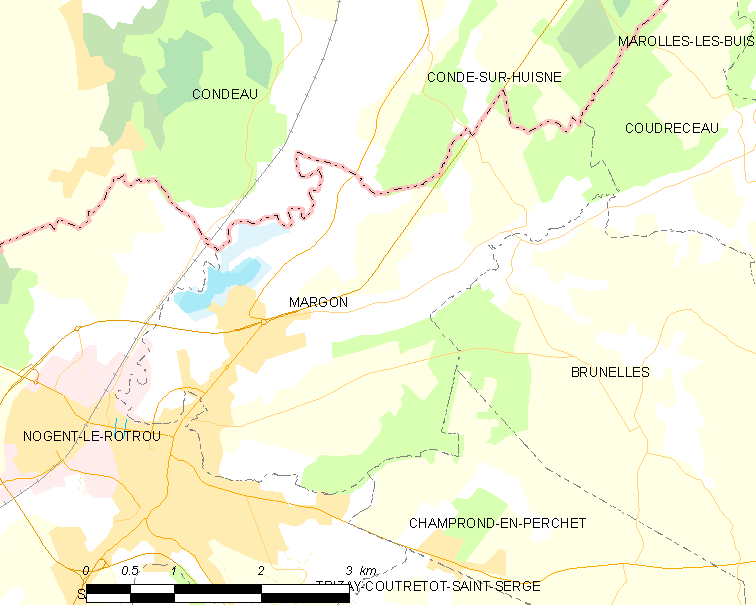
马尔贡的OSM定位图

马尔贡的时区为UTC+01:00、UTC+02:00（夏令时）。

## 行政
马尔贡的邮政编码为28400，INSEE市镇编码为28236。

## 政治
马尔贡所属的省级选区为诺让勒罗特鲁县。

## 人口

1962-2008年间马尔贡人口变化图示

马尔贡于2018年1月1日时的人口数量为1165人。